# تيري نيوتن
تيري نيوتن (بالإنجليزية: Terry Newton)‏ هو لاعب دوري الرغبي بريطاني، ولد في 7 نوفمبر 1978 في ويغان في المملكة المتحدة، وتوفي بنفس المكان في 26 سبتمبر 2010 بسبب شنق.

## روابط خارجية
- تيري نيوتن على موقع ItsRugby.co.uk (الإنجليزية)